# Cierpienie w cyrku
Cierpienie w cyrku (ang. Circus Suffering) – brytyjski krótkometrażowy film dokumentalny z 2002, wyprodukowany przez organizację walczącą o prawa zwierząt Captive Animals′ Protection Society (CAPS). Narratorem filmu jest angielska dziennikarka i obrończyni praw zwierząt Wendy Turner-Webster. Stowarzyszenie Empatia opracowało polską wersję filmu z lektorką.

## Fabuła
12-minutowy dokument pokazuje problemy związane z wykorzystywaniem zwierząt w cyrkach. Na filmie widać słonie w namiocie przykute łańcuchami za przednią i tylną nogę co powoduje że nie mogą się poruszać i w efekcie wykonują powtarzalne kiwanie się (stereotypia), osowiałe lwy i tygrysy w klatkach wyściełanych słomą, pawiany w małych klatkach, które wyciągane są z nich tylko na czas pokazów, gdy przywiązuje się je do siodeł na kucach i koniach. Oprócz nich w filmie pokazane są też żyrafy, wielbłądy, zebry, hipopotamy, nosorożce a nawet psy, ptaki i dziki. Wszystkie z nich poza pokazami są w klatkach wozów cyrkowych bądź zbyt małych wybiegach nie tylko w trakcie trwania sezonu cyrkowego, ale także poza nim, cierpiąc z powodu przebywania w nienaturalnych dla siebie warunkach i tresury przyzwyczajającej zwierzęta do nienaturalnych zachowań.